# Анадоли
Анадо́ли — село в Хотинській міській громаді Дністровського району Чернівецької області України.

## Відомості про село

### Походження назви села
Назва села походить від Анатолії, азійської частини Туреччини
У назві села збереглася турецька вимова, оскільки турки вимовляють «Анадолу» (тур. Anadolu).
За легендою, ще за часів турецького панування вздовж села було насипано земляний вал. Люди, рятуючись від нападів ворогів бігли в долину і кричали всім: «А на долину», звідки й пішла назва села Анадоли. Бо насправді село розташоване в глибокій долині.

### Історія
На території села Анадоли збереглися залишки Траянового валу - системи старовинних земляних укріплень IX століття до нашої ери - IV століття н.е. В плині історичних подій назва трансформувалась. Тепер місцеві жителі називають його Турецький вал. Земляне укріплення "Траянів вал" входить до об'єктів культурної спадщини національного значення і внесене до Державного реєстру нерухомих пам'яток України згідно постанови Кабінету Міністрів україни від 3 вересня 2009 р. N 928
Село пережило голодомор 1946—1947 рр., про що було написано у таємному листі секретаря Хотинського райкому КП(б)У Жиленка:

| «Селяни сіл Анадолів, Дарабанів, Каплівки (…) харчуються жолудями, макухою та іншими сурогатами. В результаті цього серед населення є факти білкового виснаження на ґрунті недоїдання, а також смертності»[5] |
Затоплені селища на Дністрі
У селі було засновано радгосп ім. К. Галкіна. 1996 року він набув статуту колгоспу.

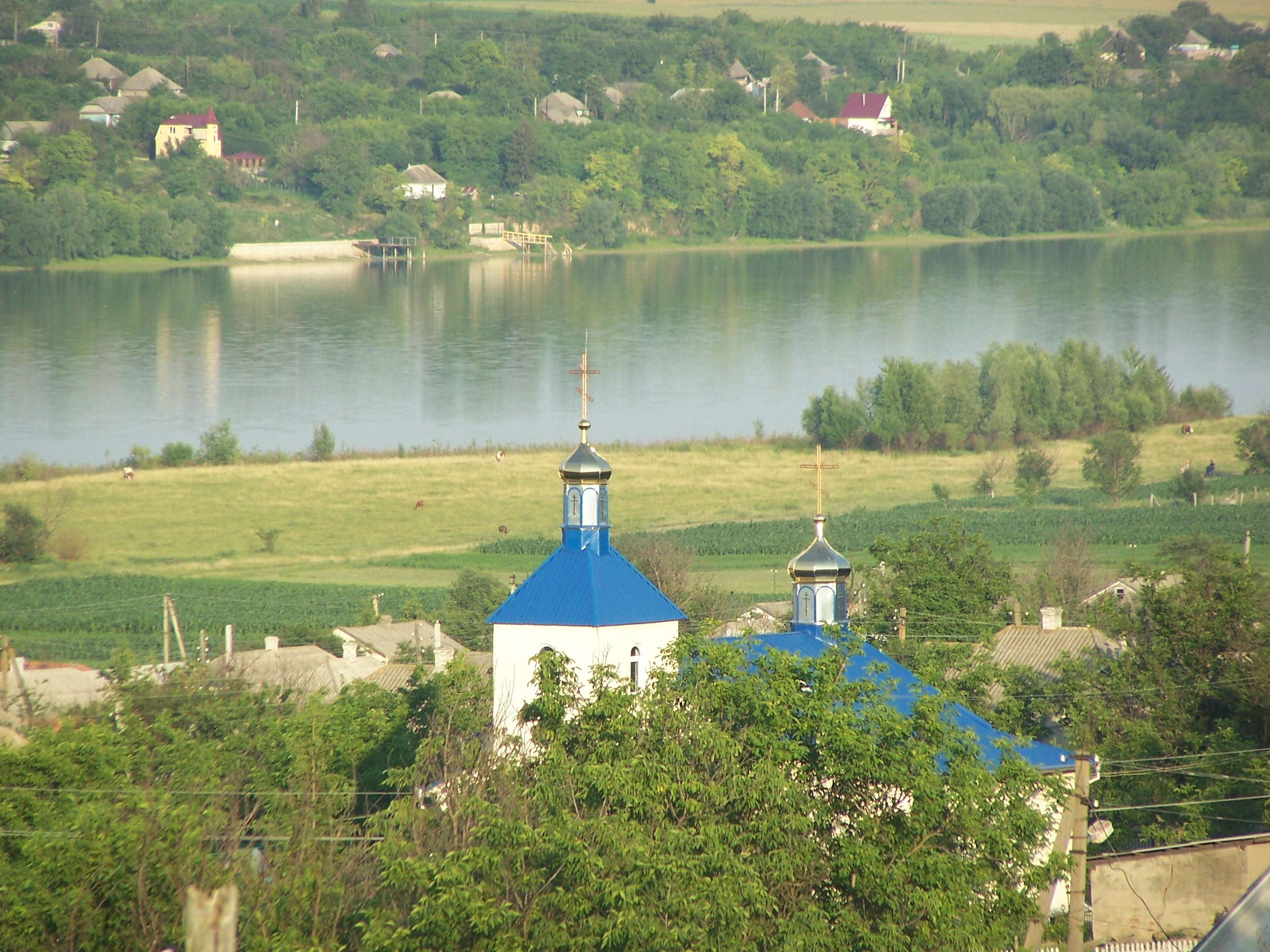
Свято-Дмитрівська церква в с.Анадоли. Побудована в 1992 році під керівництвом настоятеля Дудки Анатолія Аврамовича

Також у селі є Свято-Дмитрівська церква, церква Євангельських християн баптистів

## Населення

### Мова
Розподіл населення за рідною мовою за даними перепису 2001 року:
| Мова       | Кількість | Відсоток |
| ---------- | --------- | -------- |
| українська | 917       | 98.71%   |
| російська  | 7         | 0.75%    |
| румунська  | 3         | 0.32%    |
| білоруська | 2         | 0.22%    |
| Усього     | 929       | 100%     |

## Відомі люди
Тут народився генерал-майор Василь Мельницький, український військовик, науковець, та волонтер під час російсько-української війни. Генерал-майор, народний депутат- 4 скликань. Доцент, доктор філософії, кандидат військових наук.
Боднарюк Олександр Васильович — молодший сержант ЗСУ, загинув в боях за Донецький аеропорт.
Турхан Хатідже Султан (тур. Turhan Hatice Sultan; бл. 1627/1628 — 5 липня 1683) — дружина османського султана Ібрагіма, народилася у Західній Україні: в передмісті Хотина, село Анадоли, неподалік Хотинської фортеці.. Її християнське ім'я невідоме. Пізніша легенда приписує їй ім'я Надія. Під час одного з набігів кримців була схоплена в полон і продана у рабство. Пізніше Надія була Регентом - Султаною Османської Імперії до поки її син Мехмед  був дитиною, до повноліття.

### Загинули в Афганістані

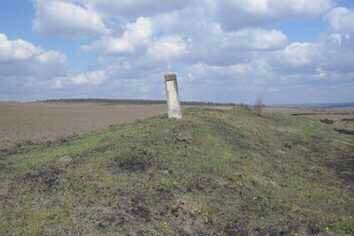
Фрагмент Траянового Валу на території села Анадоли.Об’єкт культурної спадщини національного значення - внесений до Державного реєстру нерухомих пам’яток України

- Фрагмент Траянового Валу на території села Анадоли.Об’єкт культурної спадщини національного значення - внесений до Державного реєстру нерухомих пам’яток УкраїниВолодимир Яцюк (*4 вересня 1965, с. Анадоли — 13 травня 1984) — воїн-афганець, служив водієм у в/ч під м. Файзабад. Нагороджений орденом Червоної Зірки (посмертно). Похований в с. Анадоли.

## Охорона природи
Село межує з національним природним парком «Подільські Товтри». Неподалік від села розташовані природоохоронні території: Дарабанський мис і Дарабанське плесо, Бульбони.